# Cráter Wolfe Creek

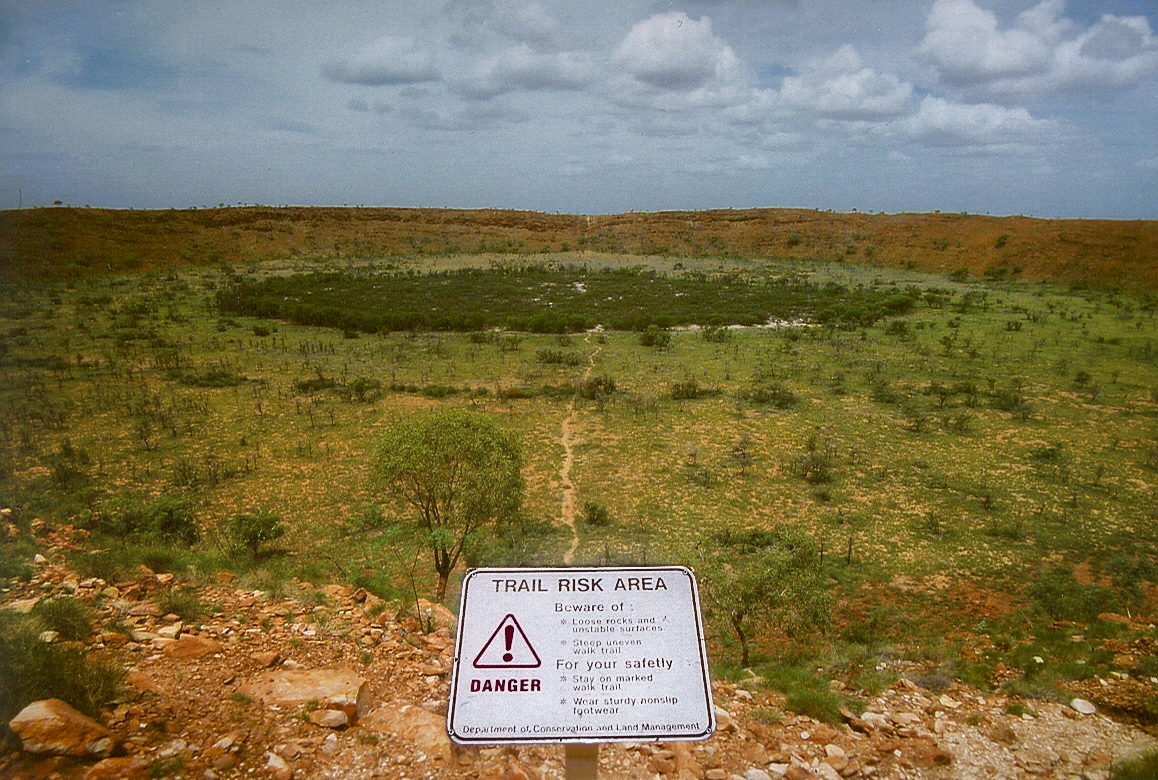
en 2003

El cráter Wolfe Creek es un cráter de impacto de meteorito (astroblema), bastante  bien conservado, de Australia Occidental. Situado dentro del Parque Nacional Wolfe Creek Meteorite Crater, se encuentra a 105 km en línea recta al sur de la ciudad de Halls Creek, la población más cercana.
El cráter tiene un promedio de 875 metros de diámetro y 60 metros desde el borde hasta el suelo actual del cráter.
El cráter fue advertido por los científicos a partir de un reconocimiento aéreo en 1947, cuando se construyó el aeropuerto de Halls Creek.
Se encuentra cerca de Wolfe Creek, lugar que recibió su nombre en 1889 en honor a Robert Wolfe, un prospector y comerciante de Halls Creek, quien fue presidente de la Junta de Caminos de los Yacimientos de Oro de Kimberley.
Se han encontrado pequeñas cantidades de meteoritos de hierro en las proximidades del cráter, así como también las llamadas "bolas de esquisto" más grandes, objetos redondeados hechos de óxido de hierro.

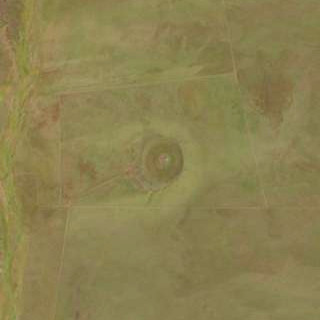
Wolfe Creek a vista de satélite

## En la cultura aborigen
Los aborígenes locales se refieren al cráter como Kandimalal, "la Pista de la serpiente arcoíris. Existen múltiples historias oníricas sobre la formación del cráter. Una de ellas describe que del cráter surgió de la tierra una serpiente arcoíris que formó Wolfe Creek, mientras que otra serpiente formó el cercano Sturt Creek.

## Cine y literatura
El cráter apareció en la película de terror australiana Wolf Creek (2005) y en su secuela Wolf Creek 2 (2013). También aparece en la serie de televisión australiana Wolf Creek.
Fue el escenario de la novela de Arthur Upfield, The Will of the Tribe (La voluntad de la tribu, 1962).